# Risdeárd an Iarainn Bourke
Risdeárd an Iarainn Bourke, (mort en 1582) est le 18e Seigneur de Mayo  de 1580 à 1582.

## Origine
Richard ou Risdeárd Bourke en gaélique est le fils  de David Bourke 15e Mac William Iochtar lui-même fils de Edmund IV Bourke
et de sa seconde épouse Finola Ni Flaithbertaigh. En anglais il est connu sous le nom de Richard Bourke, ou "Richard d'Acier". Dans l'Irlande médiévale le nom Richard était rare et utilisé par les familles d'origine anglo-normande comme les De Burgh/Bourke/Burke.

## Règne
Il est élu Mac William Íochtar  ou Mac William Eighter c'est-à-dire chef des Bourke du Haut/Nord ou de Mayo en 1580 après la mort de son parent Sir Seaán mac Oliver Bourke (1571-1580). Il est le second époux  de la célèbre femme pirate irlandaise Grace O'Malley (Gráinne Ní Mháille) qui lors de leur divorce s'empare de son château de Carraig an Chabhlaigh (Rockfleet Castle en anglais) ! . Pendant la Reconquête de l'Irlande par les Tudors dans le cadre de la politique de Renonciation et restitution, Richard signe un accord avec la Couronne d'Angleterre en 1581 qui ne lui laisse uniquement que le contrôle autonome de sa part du comté de Mayo.
Il est le père de plusieurs enfants dont issu de son union avec Grace O'Malley: Tibbot na Long Bourke, futur 1er Vicomte de Mayo mais sa succession est assurée par son lointain cousin et homonyme Sir Risdeárd Bourke.

## Sources
- (en) T.W Moody, F.X. Martin et F.J. Byrne, A New History of Ireland IX Maps, Genealogies, Lists. A companion to Irish History part II, Oxford, Oxford University Press, 2011, 690 p. (ISBN 978-0-19-959306-4).
- Anthony Stokvis, préf. H. F. Wijnman, Manuel d'histoire, de généalogie et de chronologie de tous les états du globe, depuis les temps les plus reculés jusqu'à nos jours, Leyde, éditions Brill, 1889.